# خوزه لوئیس رودریگز (بازیکن فوتبال، زاده ۱۹۹۷)
خوزه لوئیس رودریگز (اسپانیایی: José Luis Rodríguez‎؛ زادهٔ ۱۴ مارس ۱۹۹۷) بازیکن فوتبال اهل اروگوئه است.
از باشگاه‌هایی که در آن بازی کرده‌است می‌توان به باشگاه فوتبال دانوبیو اشاره کرد.
وی همچنین در تیم‌های ملی فوتبال زیر ۲۰ سال اروگوئه و تیم المپیک اروگوئه بازی کرده‌است.